# Slovesný způsob
Způsob (modus) je mluvnickou kategorií slovesa, která popisuje vztah slovesa a skutečnosti či záměru. Mnoho jazyků vyjadřuje odlišnost způsobů skrze morfologii, ohýbání slovesa.

## Slovesné způsoby
Slovesa v češtině vyjadřují oznamovací, rozkazovací a podmiňovací způsob. Základním způsobem je oznamovací způsob (indikativ), který vyjadřuje děj jako jistý, skutečný.
- oznamovací způsob (indikativ): Jdu. Jdeš? Používaný ve větách oznamovacích a tázacích.
- rozkazovací způsob (imperativ): Jdi! Jděme! Používaný ve větách rozkazovacích. Neurčuje se čas.
 Má dva tvary:
  - jednoduchý — Pracuj!
  - opisný — užívá se pro 3. osobu č.j.: ať už jde; nechť pracuje

Důrazný rozkaz: v oznamovacím způsobu: Mlčíš!
- podmiňovací způsob (kondicionál): Šel bys. Bývali bychom šli. Vyjadřuje děj hypotetický.
  - kondicionál přítomný: vyprávěla by
  - kondicionál minulý: byla by bývala vyprávěla

Čeština je v tomto ohledu dosti jednoduchá (např. něnečtina – jazyk na území Ruska – má 16 způsobů), a není tedy jednoduché osvětlit další, češtině neznámé, způsoby.
Slovesný způsob sám o sobě není totožný se slovesným časem nebo slovesným videm, ačkoli jsou tyto koncepty do určitého stupně v mnoha jazycích propojeny – zejména v moderních indoevropských jazycích.

## Klasifikace
Klasifikace slovesného způsobu podle anglické wiki.

### Modus realis
Modus realis (reálný způsob) je takový způsob, který indikuje, že něco je zrovna skutečného, či naopak že není. Nejběžnějším typem je indikativ a deklarativ.
- Deklarativ značí, že výrok je pravdivý, aniž by bylo zároveň činěno nějaké posuzování. V mnoha jazycích je ekvivalentní indikativu, ačkoli někdy je mezi nimi rozdíl. Deklarativ je úzce spjat s inferenciálem.
- Modus energicus (energický způsob) je používán hlavně v semitských jazycích vyjadřuje něco, v co se silně věří nebo co chce mluvčí zdůraznit. Např. v hebrejštině אָמוֹר יֹאמַר – doslova „řeknutím řekne“, tedy „zcela jistě řekne“.
- Obecný způsob je používán ke zevšeobecnění o jisté skupině věcí, např. „Led je studený.“ Čeština sice nemá tento způsob nijak morfologicky podchycen, nicméně jeho odlišnost může být snadno srozumitelná, srov. např. „Auta jsou rychlá.“ (obecný způsob) × „Tato auta jsou rychlá.“ (indikativ).
- Indikativ (evidenciál, oznamovací způsob) je používán pro faktické výroky či pozitivní přesvědčení. Patří sem všechny způsoby, které nejsou jiného druhu. V češtině sem spadají i otázky.
- Negativ vyjadřuje negaci činnosti. V mnoha jazycích není chápán jako speciální způsob; bývá většinou vyjádřen přidáním záporky (v češtině „ne“).

### Modus irrealis
Modus irrealis (nereálný způsob) je takový způsob, který indikuje, že určitá situace či akce se do chvíle, kdy řečník mluví, nestala.
- Kohortativ je používán k vyjádření žádosti, trvání na něčem, prosby, sebevýzvy, přání, touhy, úmyslu a následku. V češtině přímo neexistuje, bývá však opisován skrze imperativ 1. osoby plurálu („pojďme“). V angličtině rovněž není, nicméně blíží se mu výraz „let us“.
- Kondicionál (podmiňovací způsob) je používán k vyjádření, že realizace je závislá na jistých okolnostech.
- Dubitativ slouží k vyjádření pochybností či nejistoty. Užíván např. v turečtině.
- Hypotetikál (např. v ruštině) vyjadřuje sice neskutečnou, nicméně stále možnou událost či situaci.
- Imperativ (rozkazovací způsob) vyjadřuje přímý rozkaz, požadavek či zákaz. V mnoha případech může znít použití imperativu hrubě a drsně. Rozkaz proto bývá mnohdy opisován zdvořilejší cestou skrze použití jiného způsobu.
- Inferenciál vyjadřuje informaci o nějaké události, které však nebyly řečníkem přímo pozorovány. Např. bulharské той отиде a той отишъл by bylo do češtiny přeloženo jako „on šel“, avšak zatímco první první výraz v sobě obsahuje, že mluvčí událost přímo viděl (popř. je si velmi jistý, že se opravdu stala), druhý výraz vyjadřuje, že mluvčí nebyl svědkem události a obsahuje tedy jistou míru zpochybnění.
- Interrogativ je používán ke kladení otázek. Většina jazyků jej nemá, avšak Velština třeba ano.
- Jusiv je podobný kohortativu, v některých jazycích se od něho odlišuje tím, že zatímco kohortativ se používá pro 1. osobu, jusiv pro 2. a 3.
- Optativ vyjadřuje naděje, přání či rozkaz. Jen velmi málo jazyků jej odlišuje jako zvláštní způsob (např. albánština, antická řečtina, japonština).
- Potenciál je způsobem možnosti, vyjadřuje pozitivní názor mluvčího, že se nějaká událost stane.
- Eventiv je kombinací potenciálu a kondicionálu. Je použit ve finském eposu Kalevala. Jeho použití v současné finštině je spíše teoretické, lze vytvořit formy jako kävelleisin – „asi bych se prošel“. Eventiv je možné vysledovat i v některých nářečích estonštiny.
- Presumptiv je užíván v rumunštině k vyjádření uskutečnitelné činnosti, děje či stavu, přičemž mluvčí předpokládá, že k uvedené skutečnosti došlo. [1]
- Subjunktiv, někdy také konjunktiv má široké využití – značí hypotetické či nepravděpodobné události, názor či emoce. Velmi nápadný je subjunktiv v románských jazycích.
- Admirativ či Renarativ je používán k vyjádření překvapení, avšak také pochyb, ironie, sarkasmu.